# Jazda (film)
Jazda – czeski film drogi, komediodramat z 1994 roku w reżyserii Jana Svěráka.

## Ekipa
- Reżyseria – Jan Svěrák
- Scenariusz – Martin Dostál, Jan Svěrák
- Zdjęcia – F.A. Brabec
- Muzyka – grupa Buty, Radek Pastrňák
- Montaż – Alois Fišárek

## Obsada
- Anna – Anna Geislerová
- Radek – Radek Pastrňák
- Honzik – Filip Renč
- Franta – Jakub Špalek

## Nagrody
- 1995 – F. A. Brabec – Czeski Lew najlepsze zdjęcia
- 1995 – Radek Pastrňák – Czeski Lew najlepsza muzyka
- 1995 – Buty – Czeski Lew najlepsza muzyka
- 1995 – Radek Pastrňák – Czeski Lew najlepsza muzyka
- 1995 – Jan Svěrák – Kryształowy Globus na Międzynarodowym Festiwalu Filmowym w Karlowych Warach

## Nominacje
- 1995 – Anna Geislerová (nominacja) Czeski Lew najlepsza aktorka
- 1995 – Jan Svěrák (nominacja) Czeski Lew najlepszy reżyser
- 1995 (nominacja) – Czeski Lew najlepszy film

## Opis fabuły
Dwaj przyjaciele, mężczyźni przed trzydziestką, postanawiają wyruszyć w podróż, aby w ten sposób spędzić wakacje. Nie mają ani określonego planu, ani też celu podróży. Kupują używany samochód bez dokumentów, ucinają dach i jeżdżą nim po krętych, wiejskich drogach, unikając autostrad i policji. Na jednej z leśnych dróg spotykają rudą dziewczynę, która rusza z nimi w dalszą trasę, ścigana przez porzuconego przyjaciela. Beztroska jazda przebiega początkowo zupełnie bez problemów. Jednak czarny wóz "przyjaciela" dziewczyny coraz częściej krzyżuje drogę zielonemu kabrioletowi, zaś erotyczne napięcie, które narasta w bohaterach, zaczyna przybierać coraz bardziej niebezpieczne postaci. Film ten, określany mianem głosu pokolenia i porównywany do "Noża w wodzie" Romana Polańskiego, szybko zyskał miano kultowego.

## Produkcja
Budżet filmu wyniósł 1 000 000 CZK.